# Тед Хейс
Теодор „Тед“ Хейс (на английски: Ted Hayes) е доброволен бездомник и социален активист от Лос Анжелис, Калифорния. Наричан е „Модерен Моисей за разпръснатите племена в града“, обаче той нарича себе си „слуга-директор“ на бездомните.

## Биография
През 1985 г., Хейс заедно с няколко приятели и съмишленици завладява малък пазарен парцел в района на Скид роу. След като се установява за пет месеца му дава името Justiceville (град на справедливостта). За тези пет месеца те превръщат мястото в една безопасна, самоподдържаща се общност, която дава надежда на своите членове.
Тед Хейс се противопоставя на местните органи на властта, за което е арестуван и заедно с други хвърлен в затвор. След 35-дневна гладна стачка, обявена в знак на протест с подкрепата на ACLU (Aclu southern California) успява да се наложи над повдигнатите обвинения. Така се създават важни прецеденти за това как трябва да се третират бездомните. ACLU има клонове във всички федерални щати, включително и в Пуерто Рико. Възприеман от поддръжниците  като спасител, критиците го представят като пресметлив опортюнист. Това е живот на скитане и благополучие, на мечти, които продължават да се изплъзват от ръцете му, след някои провали. През 2007 г. по време на кампания за популяризиране на инициатива, изгарадена за борба с бездомността и нелегалната имиграция и свързаната с нея пресконференция, Тед Хейс е нападнат заедно с някои негови сътрудници. Нпадението е придружено с неагументирани обвиения за връзки на Хейс с Ку-клукс-клан. Извършено е от няколко младежи, приналежащи на „Черните ездачи“.
През 1993 г., с дизайн на внука на Бъкминстър Фулър, Тед Хейс слага начало на инициативата Dome Village, общност от подобни на иглу структури, разположени близо до това, което в бъдеще ще стане Staples Center в DTLA (Централен бизнес район на Лос Анджелис). Същата година Тед се кандидатира като официален кандидат за кмет на Лос Анджелис. През февруари 1998 г. Тед Хейс предава на Белия дом своето предложение за създаване на Национален план за бездомните за изкореняване на бездомността. През октомври 1998 г. Градският съвет на Лос Анджелис и през януари 1999 г. окръг Лос Анджелис приемат Съвместна декларация и план за действие, подписани от главния прокурор на Ел Ей, главния прокурор на Калифорния, шерифа на града и градския прокурор.
На 31 август 2006 г. Хейс обявява, че жителите на Dome Village ще бъдат изселени и че куполите ще бъдат продадени на онлайн търг. Жителите, на които е даден срок до октомври 2006 г. да се измъкнат, се местят в традиционни приюти за бездомни. Те се надяват да пресъздадат Dome Village на друго място в Лос Анджелис с приходите от търга. Във връзка с тези събития Тед Хейс заявява:
| „ | Ние не сме имигранти! (We are not immgrants) | “ |

Последният работен проект на Тед Хейс се нарича The New Frontier 2: Operation Humanity, имащ за цел е да се справи с бездомността в глобален мащаб. Във Върховния съд на Британска Колумбия по въпроса за Закона за съдебния контрол и по въпроса за решението на Силия Франсис през 2004 г. с вносители главният прокурор на Британска Колумбия, Тед Хейс, Брайън Смит и др. внасят петиция до комисаря по въпросите на поверителността, министър на управлението и кралския музей на Британска Колумбия пред съдия Париж със съответните мотиви за делото.
„Национален план и стратегия за прекъсване на цикъла на бездомността“ (EGIIP). Базиран е на 12-годишния опит на Тед Хейс, който живее с бездомни хора в Лос Анжелис с насочената към разбиране цел на бездомността и търсене на жизнеспособни решения за нея.

## Семейство
- Бащата му е бил в сеграгираната дивизия „Buffalo Solder“ от американската армия, участвала във Втората световна война и Корейския конфликт.[11]
- Дъщеря му Джоана Хейс е носител на златен медал на 100 метра с препятствия на Олимпийските игри в Атина през 2004 г.
- Неговата съпруга Арлийн Хейс, с която има общо четири деца с преподавателската си дейност често поема издръжката на семейството.[3]

## Спортна кариера
Тед Хейс организира от младежи и бездомни отбор по крикет, наречен Compton Cricket Club, в Dome Village в центъра на Лос Анджелис (Скид Роу) през 1995 г. Отборът с капитан Тед Хейс, включва синовете му Тео и Айзък. Те пътуват до Обединеното кралство за участие в турнири през септември 1995 г.

## Издания

### Авторски
- Hayes, Ted. Not in MY school!.   Феърфакс, NIMS, Inc, 2000. ISBN 0615114555, ISBN 978-0615114552. p. 178. (на английски)
- Hayes, Ted. Grandpa Elliot's Fantastic Adventure.   Sci-Fi Publishing, 2009. ISBN 9780982219904, ISBN 0982219903. p. 136. (на английски)
- Hayes, Ted. The Other Side of The Pyramid.   Небраска, Home front press, 2011. ISBN 0615547990, ISBN 9780615547992. p. 144. (на английски)
- Hayes, Ted. The Other Side of The Pyramid.   2012. p. 144, Ebook. (на английски)
- Hayes, Ted. If it’s Predictable, it’s Preventable.   Уисконсин, Little Creek Press, 2013. ISBN 0989643166, ISBN 978-0989643160. p. 376. (на английски)
- Hayes, Ted. Sailor, Airman, Spy: Memoir of a Cold War Veteran.   Three Sisters Press, 2018. ISBN 1916449409, ISBN 9781916449404. p. 114. (на английски)

### Редактор
- Smith, Almo. Bamboo Roots & Peppermint Oil.   Бристол, Three J Pub Co, 1994. ISBN 0964439514, ISBN 9780964439511. p. 226. (на английски)

## Филмография
- Down and Out in America, режисьор Лий Грант, звезди Лий Грант, Тед Хейс, Джеф Фармър, Боб Хенсън (1986) [13]
- Vrooom Vroom Vrooom, сценарий и режисура Мелвин Ван Пийбълс, звезди Ричард Барбоза, Дюар Зази, Лора Лейн, Тед Хейс (1995) [14]
- Heal America, сценарий Жани Ди, Фон Кочар, режисура Фон Кочар, звезди Тед Хейс, Алек Мухибиан, Фламиния Бончиани (2012) [15]
- America's Book of Secrets, сенарий Кевин Бьорнс, Джо Лесард, Роб О'Брайън, Кейлън Егерт, звезди Джонатан Адамс, Бари Ейрд, Ленс Редик, Тед Хейс (2012) [16]
- Rebel Evolution, режисура Анна Зетчъс Смит, звезди Бил Айърс, Брандън Дарби, Кевин Дуджан, Тед Хейс (2012) [17]
- Pharaoh's Streets, сценарий и режисура Джетро Роте-Кушел, звезди Бил Клинтън, Тед Хейс (2000) [18]
- Heal America, 42 мин. 16+, сценарий и режисура Фон Кочар, звезди Фон Кочар, Тед Хейс (2023) [19]